# Hofweiher (Fuchstal)
Der Hofweiher ist ein künstlich angelegtes Stillgewässer mit 1,48 Hektar Wasserfläche auf dem Gebiet der Gemeinde Fuchstal im oberbayerischen Landkreis Landsberg am Lech.
Der Hofweiher ist der zweite durchflossene See in einer Reihe von Fischweihern in einem kleinen Tal direkt südöstlich des Ortsteils Welden der Gemeinde Fuchstal. Er ist Teil des Landschaftsschutzgebietes Inschutznahme der Weldner Weiher (Hof-, Kreuz-, Neu- und Mühlweiher) und der angrenzenden Landschaftsteile.